# Ciseau de tailleur de pierre
Pour l’article homonyme, voir Ciseau (homonymie).
Pour un article plus général, voir Ciseau.

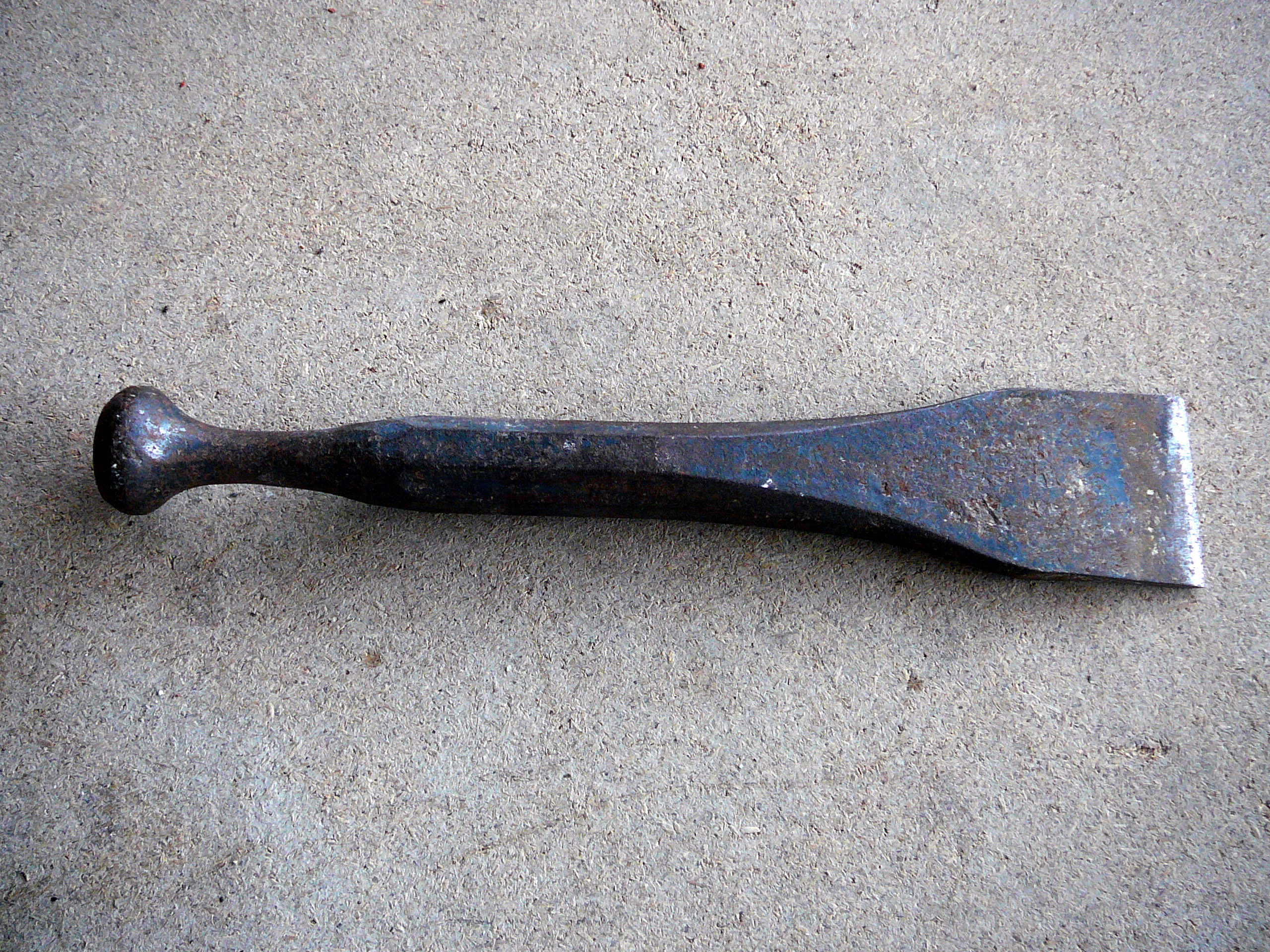
Un ciseau à pierre.

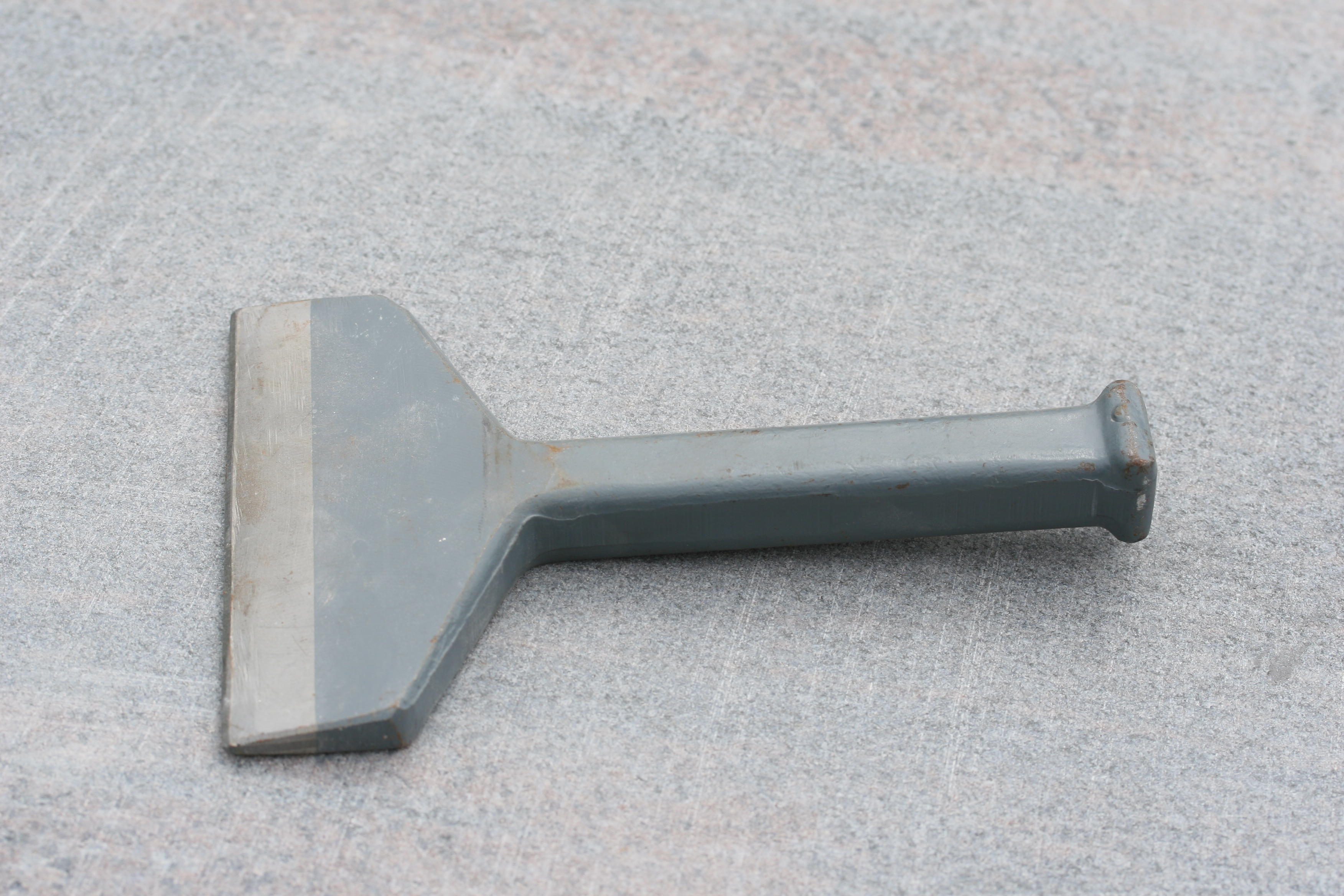
Un, ciseau large utilisé pour la taille de la pierre tendre.

Le ciseau à pierre est un outil aplati et tranchant par le bout. Il peut être tout en métal ou bien pourvu d'un manche en bois. « Il sert à faire la plumée du lit et les ciselures des parements d'une pierre ». Ce ciseau est utilisé par les tailleurs de pierre, les marbriers et les maçons. À la différence du ciseau à bois, son tranchant a deux biseaux.
On distingue les ciseaux à lames droites et coupantes et les ciseaux à lames dentelées (gradine et gradine à point d'orge).

## Histoire

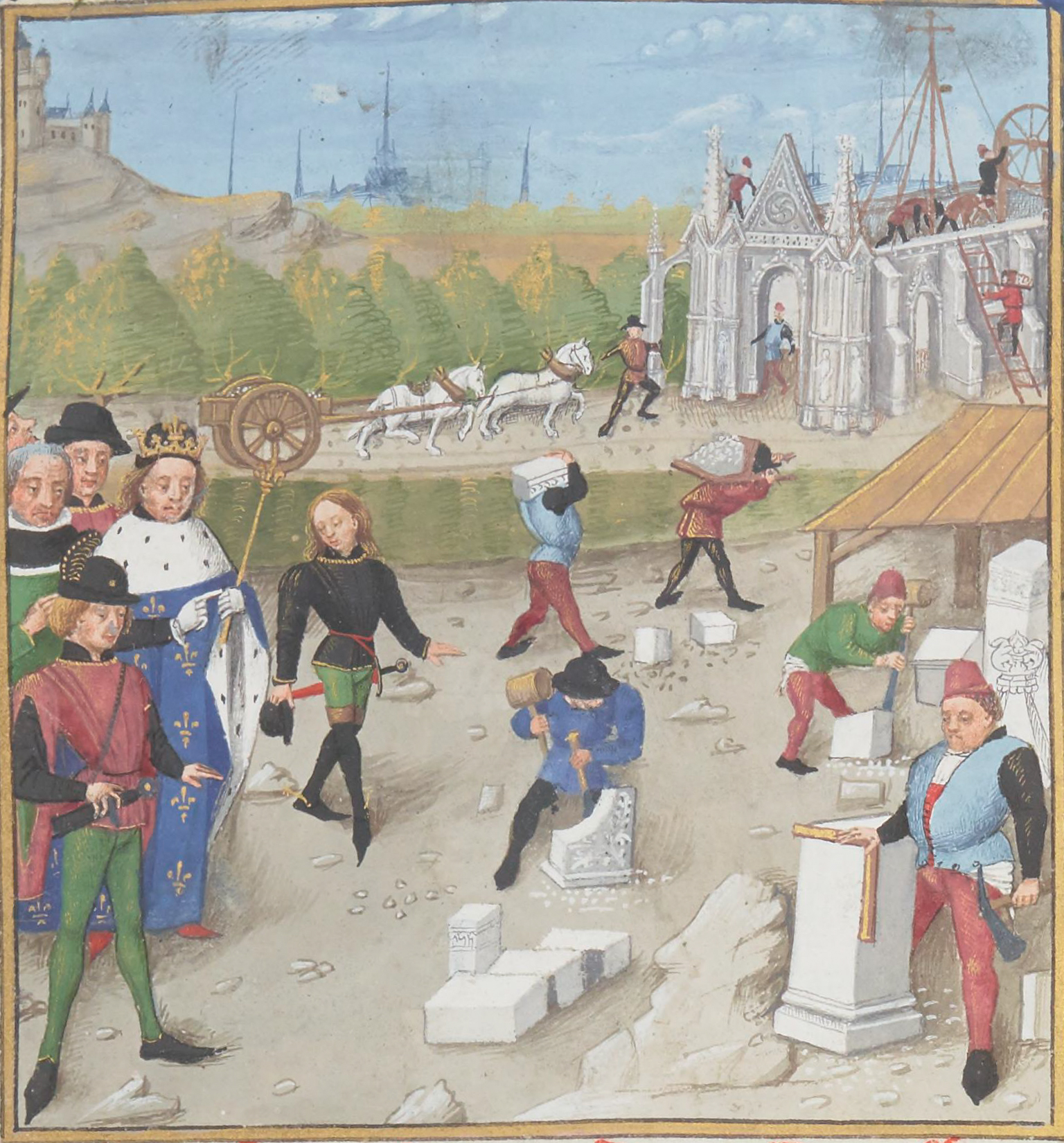
Un sculpteur, muni d'un maillet et d'un ciseau, orne un bloc de pierre d'un motif végétal (Dagobert visitant le chantier de la construction de Saint-Denis, enluminure de Robinet Testard dans les Grandes Chroniques de France, 1471).

L'origine de l'outil est très ancienne. Sa présence est attestée dès l'Antiquité en Égypte, dans l'Ancien Empire. Pendant longtemps il a servi à la taille de la pierre tendre. C'est à partir du VIe siècle av. J.-C. que son usage se répand en Grèce et s'étend à la taille de la pierre dure.

## Marbrerie

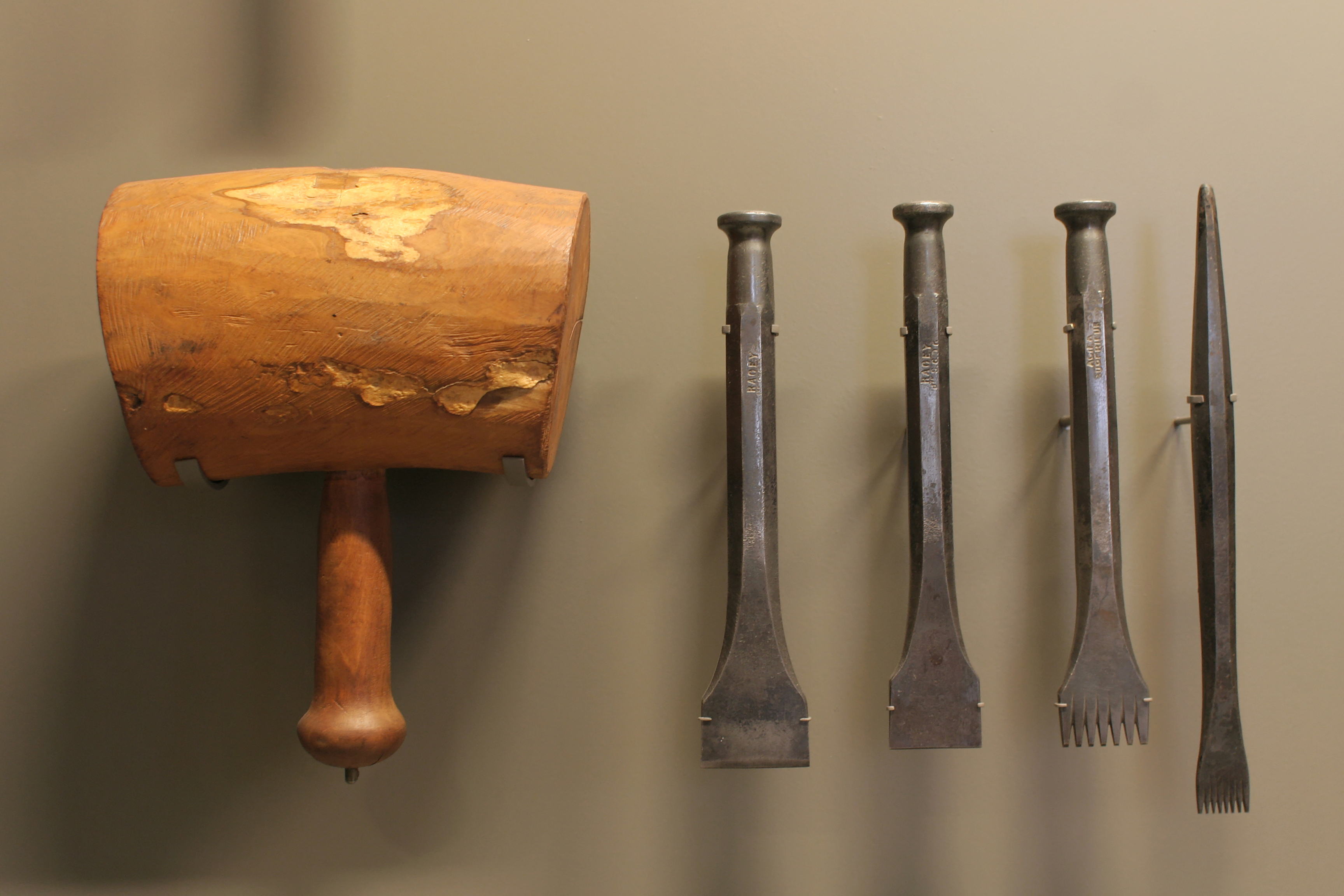
Outils de tailleur de pierre : de gauche à droite, maillet, ciseau plat, ciseau plat, ciseau gradine, gradine plate. Musée des Arts et métiers, Paris, 1884.

En marbrerie, fin XVIIIe siècle, « le ciseau est un outil acéré ayant sa tige ronde, élargi d'un bout et tranchant. Il sert à faire la taille fine après avoir fait usage de la gradine ».
- « Le ciselet est un petit ciseau qui sert à faire la taille des moulures et celle de l'épaisseur des marbres minces »[3].
- « La gradine à grain d'orge est un ciseau de fer à tige ronde dont le tranchant est refendu de six dents ; il sert à dégrossir le parement du marbre »[4].
- « La gradine plate est un outil d'acier semblable au précédent, mais qui n'a que quatre dents : on s'en sert immédiatement après la gradine à grain d'orge »[4].
- « L'ognette est un ciseau dont le tranchant est très étroit. Il sert à faire la taille sur le joint d'un marbre très mince, ou sur d'autres parties de peu de largeur »[5].
- « La rondelle est un ciseau qui sert à fouiller et unir les cavités, comme moulures et autres »[6].

Selon l'Encyclopédie ou Dictionnaire raisonné des sciences, des arts et des métiers, un « ciseau de Maçon ou de Tailleur de pierre est un outil de fer, acéré, long, de la forme d’un clou sans tête, applati & tranchant par le bout. Il sert à commencer le lit ou la taille de la pierre ».

## Symbolique maçonnique
Selon l'auteur Irène Mainguy, la symbolique maçonnique du ciseau constitue un outil de façonnage. Le tailleur de pierre enlève de la pierre brute la partie superflue, il la transforme en une vérité géométrique, en une norme, en une beauté ordonnée selon un prototype universel : c'est ainsi qu'il façonne son âme pour en éliminer l'informe, l'inachevé et le grossier. Toute résolution n'a de sens et d'efficacité que par sa mise en action. Les résolutions les plus sages pour se débarrasser de tous comportements négatifs seraient dérisoires si elle restaient théoriques. On peut considérer que le ciseau est un symbole de détermination, vecteur de la réalisation de l'objectif choisi. Munis du meilleur ciseau, l'apprenti ou le compagnon auront une action stérile sur la matière s'ils ne trouvent pas la force nécessaire pour utiliser le maillet. De fait le maillet et le ciseau sont indissociables l'un de l'autre, dans le premier travail de dégrossissement de la pierre brute. Ils correspondent à du discernement et de la détermination constructive. Dans le couple maillet/ciseau on discerne deux forces cosmiques complémentaires. Le maillet agit en fonction de l'énergie cinétique de la masse mise en mouvement par la main du maçon, alors que le ciseau, sous l'effet de la percussion du maillet, fait disparaître de la pierre la matière superflue. Symbole de la rigidité, le ciseau indique à l'apprenti qu'il doit être déterminé de manière inflexible à suivre le chemin. Le ciseau et le maillet sont étroitement liés par l'énergie jointe mise en mouvement, déterminée par l'objectif à atteindre.
Pour Jules Boucher, il indique que : « Le maillet symbolise la volonté active de l'apprenti... Il montre que l'effort ne peut être poursuivi sans interruption... ».